# Comezzano-Cizzago
Comezzano-Cizzago est une commune italienne d'environ 3 700 habitants située dans la province de Brescia, dans la région Lombardie, dans le Nord de l'Italie.

## Administration
| Période                                  | Période | Identité | Étiquette | Qualité |
| ---------------------------------------- | ------- | -------- | --------- | ------- |
|                                          |         |          |           |         |
| Les données manquantes sont à compléter. |         |          |           |         |

### Communes limitrophes
Castelcovati, Castrezzato, Chiari, Corzano, Orzivecchi, Pompiano, Roccafranca, Trenzano